# Radianthus carlgreni
Radianthus carlgreni is een zeeanemonensoort uit de familie Stoichactidae.
Radianthus carlgreni is voor het eerst wetenschappelijk beschreven door Lager in 1911.